# مطب دکتر کالیگاری
مطب دکتر کالیگاری (به آلمانی: Das Kabinett des Doktor Caligari)  یک فیلم دلهره‌آور و روانشناسانه صامت سیاه و سفیدِ آلمانی، محصول سال ۱۹۲۰ میلادی به کارگردانی روبرت وینه و بر پایه فیلمنامه‌ای از هانس یانوویتز و کارل مایر می‌باشد.
این فیلم یکی از تأثیرگذارترین آثار سینمای اکسپرسیونیسم آلمان است و از برجسته‌ترین فیلم‌های ترسناک اولیه به‌شمار می‌رود، به‌گونه‌ای که راجر ایبرت (Roger Ebert) آن را «اولین فیلم واقعاً ترسناک» می‌داند. همچنین به‌عنوان نمونه شاخصی از پایان مبهم و دوگانه در سینما شناخته می‌شود. مانند دیگر آثار سبک اکسپرسیونیسم، در طراحی صحنه از خطوط مورب و اشکال کج و معوج استفاده شده‌است.

## داستان فیلم
ماجرای فیلم در قالب داستانی و بیشتر آن به صورت گذشته نمایی توسط نقش اول فیلم، فرانسیس، بیان می‌شود. این فیلم جزء نخستین نمونه‌های استفاده از «داستان قاب» (به انگلیسی: Frame Story) در تاریخ فیلمسازی است.
فرانسیس (فریدریش فهر Friedrich Fehér) در کنار همراهی سالخورده در حال سخن گفتن هستند که زنی ظاهراً آشفته، جین (لیل داگوفر Lil Dagover)، از کنار آن‌ها می‌گذرد. فرانسیس وی را «نامزدم» خطاب می‌کند و داستان جالبی را که او به همراه جین داشته‌اند، نقل می‌کند.
فرانسیس داستانش را با سخن گفتن از خود و دوستش آلان (هانس هاینریش فون تواردوفسکی Hans Heinrich von Twardowski) که هر دو برای ازدواج با جین رقابتی سالم را دارا هستند، آغاز می‌کند. این دو دوست از کارناوالی در دهکده‌ای کوهستانی در آلمان، هولستنوال (Holstenwall)، دیدن می‌کنند. در این کارناوال، آن‌ها با شخصیتی جالب بنام دکتر کالیگاری (ورنر کراوس Werner Krauss) و شخص خوابگردی تقریباً لال بنام سزار (کنراد وایت Conrad Veidt) برخورد می‌کنند. دکتر کالیگاری سزار را در کابینی تابوت مانند و در حالت خواب قرار داده و با استفاده از داروهای خواب‌آور وی را تحت کنترل خود نگه می‌دارد و به عنوان جاذبه‌ای دیدنی به نمایش می‌گذارد. کالیگاری متوجه شده‌است که حالت مداوم خواب سزار به او اجازه می‌دهد که پاسخ هر راز و سئوالی را دربارهٔ آینده بداند. هنگامی که آلن از سزار می‌پرسد که چقدر زنده خواهد ماند، سزار بصراحت به او پاسخ می‌دهد که وی تنها تا سحر زنده خواهد ماند (پیش‌بینی که محقق می‌شود). مرگ خشن آلن به‌دست موجودی مرموز به جدیدترین مورد از سلسله قتلهای اخیر هلستنوال تبدیل می‌شود.
فرانسیس و جین، کالیگاری و سزار را تحت نظر قرار می‌دهند. دکتر کالیگاری به این مسئله پی می‌برد و به سزار دستور می‌دهد که جین را به قتل برساند. سزار تقریباً این خواسته را عملی می‌کند. این مسئله باعث می‌شود که فرانسیس مطمئن شود که به‌طور حتم سزار و دکتر کالیگاری مسئول قتلهای اخیر هستند. با توجه به زیبایی ماورایی جین، سزار خود را ناتوان از کشتن وی می‌بیند و در عوض او را می‌رباید. در تعقیب و گریزی که توسط ساکنان روستا صورت می‌گیرد، سزار در نهایت جین را رها کرده و به دلیل خستگی مفرط به زمین افتاده و می‌میرد.
در این حین، فرانسیس به بیمارستان روانی هولستنوال می‌رود تا جویای وجود مریضی بنام دکتر کالیگاری شود و با یافتن اینکه دکتر کالیگاری در واقع مدیر تیمارستان است، شوکه می‌شود. با کمک همکاران دکتر کالیگاری در تیمارستان، فرانسیس از طریق نوشته‌های قدیمی (و دفترچه خاطرات وی) در می‌یابد که شخصی که به اسم دکتر کالیگاری شناخته می‌شود، شیفتهٔ داستان راهب مرموزی بنام کالیگاری است که در سال ۱۷۰۳ در شمال ایتالیا به روستاهای مختلف رفته و به روش مشابهی از شخص خوابگردی که تحت کنترل داشته، برای کشتن مردم استفاده می‌کرده‌است. دکتر کالیگاری به صورت دیوانه‌واری علاقه‌مند می‌شود تا ببیند آیا این اتفاق به صورت واقعی صورت می‌پذیرد و به همین دلیل خود را در جایگاه کالیگاری قرار می‌دهد و قتلهایی را به صورت نیابتی و از طریق سزار به انجام می‌رساند. فرانسیس و سایر پزشکان تیمارستان، نیروهای امنیتی را به اتاق دکتر کالیگاری می‌فرستند. دکتر کالیگاری تنها هنگامی که در می‌یابد که بردهٔ محبوبش، سزار، مرده‌است، دیوانگی خود را آشکار می‌کند و پس از این ماجرا به عنوان بیمار در تیمارستان خود بستری می‌شود.
روایت به زمان حال بازمی‌گردد و فرانسیس در حال جمع‌بندی داستان خود است. در انتها مشخص می‌شود که گذشته نماییهای فرانسیس، در واقع تخیلات وی بوده‌اند و فرانسیس، جین و سزار همگی بیمارهای تیمارستان هستند و مردی که وی او را دکتر کالیگاری می‌پندارد، مدیر تیمارستان است. فرانسیس برآشفته می‌شود و پزشکان تیمارستان لباس مخصوص را به وی پوشانیده و او را به همان اتاقی که دکتر کالیگاری خیالی در آن بستری بود، می‌برند. در پایان پزشک وی می‌گوید از آنجاییکه منبع «ترس» وی آشکار شده‌است، اکنون می‌تواند فرانسیس بیچاره را درمان کند.

## توسعهٔ اثر
نویسندگان اثر، هانز یانوویتز و کارل مایر، ابتدا در برلین و پس از جنگ جهانی اول همدیگر را دیدند. هر دوی ایشان معتقد بودند که می‌توان از فیلم به عنوان ابزار جدیدی برای بیان هنری استفاده کرد. داستان گویی تصویری که مستلزم همکاری بین نویسندگان، نقاشان، تصویربرداران، بازیگران و کارگردانان است. آن‌ها احساس کردند که فیلم می‌تواند ابزار مناسبی برای کسب توجهات به صلح‌جویی فزاینده‌ای که پس از جنگ در آلمان آغاز شده بود، و همچنین بیانگر هنری رادیکال بر ضد بورژوازی باشد.
اگر چه هیچ‌کدام ارتباطی با شرکت‌های فیلمسازی نداشتند، اما با این وجود تصمیم گرفتند که فیلمنامه‌ای بنویسند. با توجه به اینکه هر دوی آن‌ها علاقه‌مند به کارهای پاول وگنر (Paul Wegener) بودند، تصمیم به ساخت فیلمی ترسناک گرفتند. خط اصلی داستان از تجربه‌های قبلی گرفته شد. یانوویتز خاطرات ناخوشایندی از شبی در سال ۱۹۱۳ در هامبورگ داشت. در آن شب وی، پس از خارج شدن از نمایشگاهی، وارد پارکی در حاشیهٔ هوستنوال می‌شود و غریبه‌ای را می‌بینید که پس از اینکه به صورت مرموزی از بوته‌ها بیرون می‌آید در تاریکی محو می‌شود. صبح روز بعد، بدن متلاشی شدهٔ زن جوانی در آنجا پیدا می‌شود.
یانوویتز و مایر معمولاً شبها به نمایشگاهی در نزدیکی محل سکونتشان می‌رفتند. در یک عصر آن‌ها نمایشی را با عنوان «مرد و ماشین» مشاهده کردند که در آن مردی با نشان دادن قدرت جسمی فراوان و درحالی‌که بنظر می‌رسد تحت تأثیر داروهای خواب‌آور باشد، آینده را پیش‌بینی می‌کند. با الهام از این ماجرا، یانوویتز و مایر داستانشان را در شش هفته نوشتند. اسم «کالیگاری» نیز از کتابی که مایر خوانده بود و در آن مأموری به این نام خوانده می‌شد، گرفته شده‌است.
هنگامی که آن‌ها برای ارائه اثرشان نزد اریش پومر (Erich Pommer) می‌روند، وی سعی می‌کند که آن‌ها را از استودیوی کوچکش (Decla-Bioscop) بیرون بیندازد. اما زمانی که آن‌ها با اصرار داستان فیلم را برایش نقل می‌کنند، پومر آنقدر تحت تأثیر قرار می‌گیرد که همان‌جا داستان را می‌خرد و قبول می‌کند که فیلم به صورت اکسپرسیونیستی ساخته شود که البته تا حدی به این دلیل بود که استودیوی او تنها مقدار مشخصی از امکانات و وسایل نورپردازی در اختیار داشت.

## تولید
پومر فیلم نامه کالیگاری را به هرمان وارم (Hermann Warm) طراح و والتر رورگ (Walter Röhrig) و والتر ریمان (Walter Reimann) نقاش که در زمان سربازی در حال نقاشی تئاتری آلمانی دیده بود، سپرد. هنگامی که بنظر می‌رسید مایر نسبت به نحوهٔ ساخت فیلم دچار تردید و دودلی شده‌است، آن‌ها مجبور شدند وی را متقاعد کنند که اگر نورها و سایه‌ها را به صورت مستقیم بر روی دیوارها، کف و پشت صحنه نقاشی کنند و آن را به صورت مسطح در پشت بازیگران قرار دهند، منطقی است.
پومر برای کارگردانی فیلم در ابتدا به سراغ فریتس لانگ (Fritz Lang) رفت، اما وی مشغول کار بر روی فیلم «عنکبوتها» (The Spiders) بود. بنابراین پومر کارگردانی اثر را به رابرت وینه سپرد. وینه نمائی را به صورت آزمایشی برای فیلم ساخت تا نظریات وارم، ریمان و رورگ را اثبات کند. این نما آنقدر اثرگذار بود که پومر در ساخت اثر، هنرمندانش را کاملاً آزاد گذاشت. یانوویتز، مایر و وینه بعدها از روش هنری مشابهی در ساخت اثری دیگر، «اصیل» (Genuine)، استفاده کردند که از نظر تجاری و نیز از دید منتقدان موفقیت کمتری یافت.
تهیه‌کنندگان (که خواستار پایان کمتر ناخوشایندی برای فیلم بودند) قالب داستانی را برای آغاز و پایان فیلم به کارگردان تحمیل کردند تا این‌گونه بنظر آید که تمام اتفاقات فیلم، در واقع تخیلات فرانسیس بوده‌اند. در داستان اصلی، این مسئله که کالیگاری و سزار، واقعی و مسئول چندین فقره قتل هستند، به صراحت بیان می‌شد.
فیلم در برلین و از دسامبر ۱۹۱۹ تا ژانویه ۱۹۲۰ در استودیو لیکسی ساخته شد و اولین بار در مارمورهاوس (Marmorhaus) در برلین و به تاریخ ۲۶ فوریه ۱۹۲۰ نمایش داده شد.

## بازخوردها
قفسه  دکتر کالیگاری توسط بسیاری از منتقدان یکی از بهترین فیلم‌های تاریخ سینما و یکی از بزرگترین فیلم‌های ترسناک سینمای صامت به‌شمار می‌رود و دارای نمرهٔ خیلی نادر ۱۰۰٪ از راتن تومیتوز بر اساس ۳۷ نقد است. این فیلم اثر انکار ناشدنی بر روی فیلمسازان مؤخر در فضاسازی برای فیلم‌هایشان داشته‌است. منتقدان در سراسر دنیا فیلم را بخاطر روش اکسپرسیونیستیش که با طراحی صحنه خشن و بهم ریخته کامل شده‌است، تحسین کرده‌اند. کالیگاری به عنوان اثری تأثیرگذار بر فیلم نوآر، از اولین فیلم‌های ترسناک و به مدت دهه‌ها نمونه‌ای برای سایر کارگردانان شناخته شده‌است.
آپتون سینکلر (Upton Sinclair) کتاب «آنها مرا نجار صدا می‌زنند» (They Call Me Carpenter) را در سال ۱۹۲۲ نوشت. این کتاب با تجمع افرادی که می‌خواهند آمریکاییها را از دیدن کالیگاری، داستان «مرد دیوانه» ای که خدمتی به هنر و اخلاق نمی‌کند، منع کنند. سؤال وی این است که آیا هنر برای خدمت به اخلاق است یا هنر تنها برای هنر وجود دارد؟"
زیگفرید کراکائر (Siegfried Kracauer) نظریه‌پرداز سینمایی در کتاب از کالیگاری تا هیتلر: تاریخ روانشناسانهٔ سینمای آلمان (۱۹۴۷)، در تحلیل محتوای سینمای آلمان، گرایش‌های اجتماعی و روانی حاکم بر آلمان در سال‌های بین جنگ جهانی اول تا جنگ جهانی دوم (۱۹۱۸–۱۹۳۳) را بررسی می‌کند و بر پایه اقبال عمومی به فیلم‌های پرفروش و تحلیل مضمون این فیلم‌ها، اطلاعاتی از جامعه آلمانی قبل از هیتلر به دست می‌دهد و معتقد است می‌شد ظهور یک دیکتاتور را در آلمان پیش‌بینی کرد.
در کتاب سینمای وایمار و پس از آن (Weimar Cinema and After) توماس الساسیر (Thomas Elsaesser) اثر کراکائر را «تخیل تاریخی» می‌نامد. الساسیر ادعا می‌کند که کراکائر به اندازه کافی فیلم‌ها را مورد مطالعه قرار نداده‌است تا نظریه‌اش در مورد اکثریت جامعهٔ آلمان صادق باشد. همچنین اینکه یافته شدن و چاپ فیلمنامهٔ اولیه «قفسه  دکتر کالیگاری» ادعای وی مبنی بر نیات انقلابی نویسندگانش را کم رنگ می‌سازد. الساسیر در مقابل بیان می‌کند که فیلمسازان روش اکسپرسیونیستی را برای ساخت اثر انتخاب کرده‌اند تا روشی متفاوت ارائه دهند و محصولی کاملاً ملی در مقابل افزایش روزافزون اهمیت محصولات آمریکایی بیافرینند. دیتریک شونمان (Dietrich Scheunemann)، در دفاع از کراکائر بیان می‌کند که وی «تمام تولیدات را در دسترس نداشته‌است». و نیز اینکه فیلم‌نامه اولیه تا سال ۱۹۷۷ پیدا نشده‌است و کراکائر زمانی کتاب را نوشته که حدود ۲۰ سال از زمانی که فیلم را دیده، گذشته‌است.